# 沢渡 (横浜市)
沢渡（さわたり）は、神奈川県横浜市神奈川区の町名。丁目の設定のない単独町名である。住居表示未実施区域。

## 地理
神奈川区の南部に位置し、北西に三ツ沢東町、北東に松ケ丘、東に高島台、南に台町、南西に西区北軽井沢と南軽井沢と接している。

### 地価
住宅地の地価は、2025年（令和7年）1月1日の公示地価によれば、沢渡55番42の地点で41万8000円/m²となっている。

## 歴史

### 地名の由来
字名から。

### 沿革
- 1932年（昭和7年）1月1日 - 青木町字台町、沢渡、沢渡谷、西軽井沢、南三ツ沢の各一部を分離し、沢渡を新設[7]。横浜市神奈川区沢渡となる。
- 1970年（昭和45年）6月1日 - 三ツ沢地区の住居表示の実施に伴い、沢渡の一部を三ツ沢東町、三ツ沢南町へ編入[8]。
- 1974年（昭和49年）2月6日 - 台町地区の土地区画整理事業に伴い[9]松ケ丘の一部を沢渡に編入。台町、高島台、泉町の各一部との境界を変更[10]。
- 1981年（昭和56年）11月10日 - 西区南軽井沢の一部を沢渡に編入[11]。

## 世帯数と人口
2025年（令和7年）6月30日現在（横浜市発表）の世帯数と人口は以下の通りである。
| 町丁 | 世帯数  | 人口    |
| ---- | ------- | ------- |
| 沢渡 | 864世帯 | 1,542人 |

### 人口の変遷
国勢調査による人口の推移。
| 年                 | 人口  |
| ------------------ | ----- |
| 1995年（平成7年）  | 1,560 |
| 2000年（平成12年） | 1,519 |
| 2005年（平成17年） | 1,497 |
| 2010年（平成22年） | 1,529 |
| 2015年（平成27年） | 1,485 |
| 2020年（令和2年）  | 1,535 |

### 世帯数の変遷
国勢調査による世帯数の推移。
| 年                 | 世帯数 |
| ------------------ | ------ |
| 1995年（平成7年）  | 699    |
| 2000年（平成12年） | 729    |
| 2005年（平成17年） | 755    |
| 2010年（平成22年） | 810    |
| 2015年（平成27年） | 789    |
| 2020年（令和2年）  | 839    |

## 学区
市立小・中学校に通う場合、学区は以下の通りとなる（2024年11月時点）。
| 番・番地等 | 小学校             | 中学校               |
| ---------- | ------------------ | -------------------- |
| 全域       | 横浜市立青木小学校 | 横浜市立栗田谷中学校 |

## 事業所
2021年（令和3年）現在の経済センサス調査による事業所数と従業員数は以下の通りである。
| 町丁 | 事業所数  | 従業員数 |
| ---- | --------- | -------- |
| 沢渡 | 138事業所 | 1,987人  |

### 事業者数の変遷
経済センサスによる事業所数の推移。
| 年                 | 事業者数 |
| ------------------ | -------- |
| 2016年（平成28年） | 125      |
| 2021年（令和3年）  | 138      |

### 従業員数の変遷
経済センサスによる従業員数の推移。
| 年                 | 従業員数 |
| ------------------ | -------- |
| 2016年（平成28年） | 2,856    |
| 2021年（令和3年）  | 1,987    |

## 施設
- 神奈川学園中学校・高等学校
- 精華小学校
- 神奈川朝鮮中高級学校
- 横浜朝鮮初級学校
- 横浜市民防災センター[21]
- 沢渡中央公園

## その他

### 日本郵便
- 郵便番号 : 221-0844[3]（集配局：神奈川郵便局[22]）

### 警察
町内の警察の管轄区域は以下の通りである。
| 番・番地等 | 警察署       | 交番・駐在所 |
| ---------- | ------------ | ------------ |
| 全域       | 神奈川警察署 | 沢渡交番     |